# Parakysis notialis
Parakysis notialis és una espècie de peix de la família dels akísids i de l'ordre dels siluriformes.

## Morfologia
- Els mascles poden assolir 2 cm de longitud total.
- Nombre de vèrtebres: 30-31.[1]

## Hàbitat
És un peix d'aigua dolça i de clima tropical.

## Distribució geogràfica
Es troba a Àsia: conca del riu Barito (sud de Borneo).